# Ugljen-monoksid dehidrogenaza (feredoksin)
Ugljen-monoksid dehidrogenaza (feredoksin) (EC 1.2.7.4, ugljen-monoksidna dehidrogenaza (feredoksin)) je enzim sa sistematskim imenom karbon-monoksid, voda:feredoksin oksidoreduktaza. Ovaj enzim katalizuje sledeću hemijsku reakciju
2O + 2 oksidovani feredoksin {\displaystyle \rightleftharpoons } 2 + 2 redukovani feredoksin + 2 H+
Ovaj enzim sadrži nikal, cink i nehemsko gvožđe. Metil viologen možed a deluje kao akceptor. Ovaj enzim iz Moorella thermoacetica deluje kao kompleks sa EC 2.3.1.169, CO-metilacionom acetil KoA sintazom, koja katalizuje sveukupnu reakciju:
metilkorinoidni protein + KoA + CO2 + redukovani feredoksin {\displaystyle \rightleftharpoons } acetil-KoA + korinoidni protein +  + oksidovani feredoksin.

## Literatura
- Nicholas C. Price; Lewis Stevens (1999). Fundamentals of Enzymology: The Cell and Molecular Biology of Catalytic Proteins (Third изд.). USA: Oxford University Press. ISBN 019850229X.
- Eric J. Toone (2006). Advances in Enzymology and Related Areas of Molecular Biology, Protein Evolution (Volume 75 изд.). Wiley-Interscience. ISBN 0471205036.
- Branden C; Tooze J. Introduction to Protein Structure. New York, NY: Garland Publishing. ISBN 0-8153-2305-0.
- Irwin H. Segel. Enzyme Kinetics: Behavior and Analysis of Rapid Equilibrium and Steady-State Enzyme Systems (Book 44 изд.). Wiley Classics Library. ISBN 0471303097.
- William P. Jencks (1987). Catalysis in Chemistry and Enzymology. Dover Publications. ISBN 0486654605.

## Spoljašnje veze
- Carbon-monoxide+dehydrogenase+(ferredoxin) на 